# Meteugoa obliquiata
Meteugoa obliquiata là một loài bướm đêm thuộc phân họ Arctiinae, họ Erebidae.